# Rapportatore

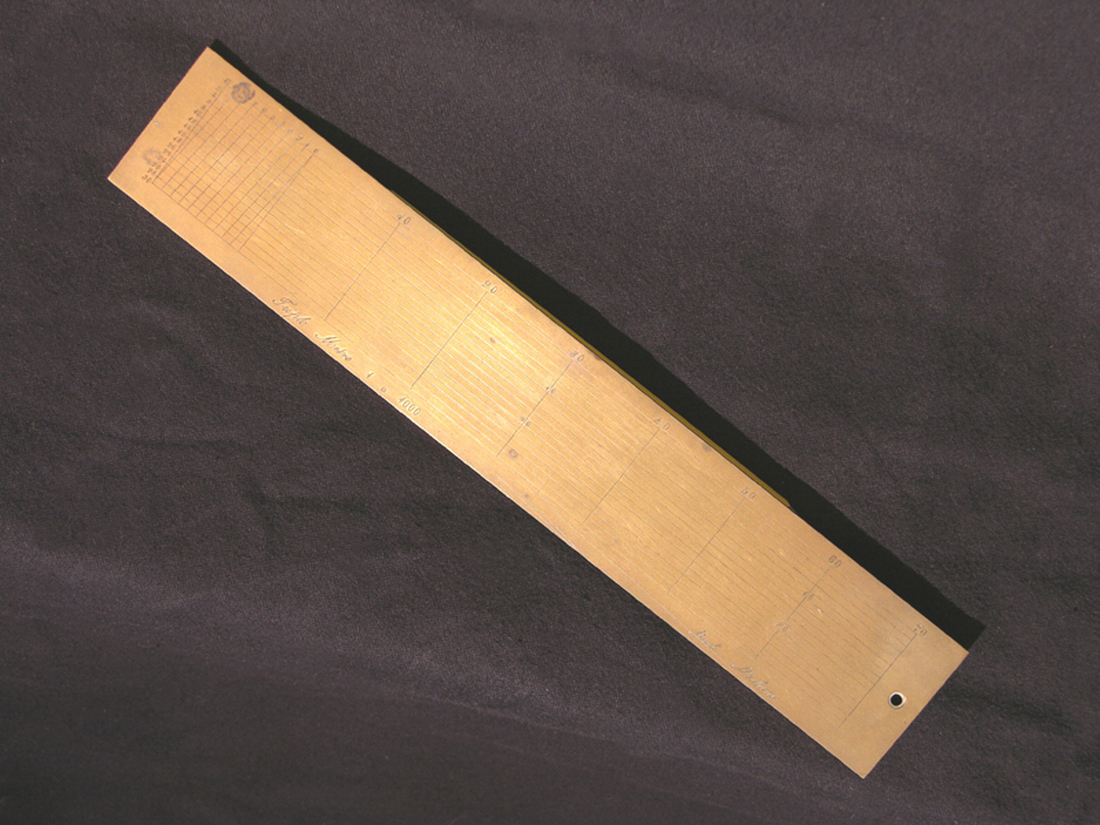
Rapportatore rettangolare - Museo nazionale della scienza e della tecnologia Leonardo da Vinci

Il rapportatore o compasso rapportatore è uno strumento utilizzato nel campo del disegno tecnico, soprattutto nel XVIII e XIX secolo. I suoi principali campi di applicazione erano la cartografia e la topografia, nello specifico la celerimensura.

## Struttura
Il rapportatore era un regolo di forma generalmente rettangolare composto da una lamina metallica in ottone su cui sono incise delle tacche numerate per avere un corretto rapporto di lunghezza.
Esistevano anche rapportatori di forma circolare in alluminio. Lo strumento è costituito da una lamina esterna graduata e numerato; l'interno, generalmente vuoto, è occupato da una barra.